# Nico Habermann
Nico Habermann, pseudonimo di Arie Nicolaas Habermann (Groninga, 26 giugno 1932 – 8 agosto 1993), è stato un informatico e matematico olandese.

## Biografia
Dopo essersi laureato in matematica e fisica nel 1953 e specializzato in matematica nel 1958, in entrambi i casi alla Vrije Universiteit, Habermann lavorò come insegnante di matematica per poi conseguire il Dottorato di ricerca nel 1967 in matematica applicata all'Università tecnica di Eindhoven sotto il tutorato di Edsger Dijkstra.
Nel 1968 ad Habermann fu chiesto di entrare nel Dipartimento di Informatica dell'Università Carnegie Mellon come ricercatore. L'anno dopo fu nominato come professore associato per poi diventare professore ordinario nel 1974 , capo dell'Acting Department nel 1979 e,infine, capo del dipartimento dal 1980 al 1988. Successivamente, fu nominato preside della nuova scuola di informatica (fondata da Allen Newell e Herbert A. Simon nel 1985). È anche co-fondatore dell'Istituto di Ingegneria Software della Carnegie Mellon.
La ricerca di Habermann comprende il linguaggio di programmazione, il sistema operativo e lo sviluppo di grandi sistemi software. Conosciuto per il suo lavoro nella comunicazione tra processi, la sincronizzazione di questi ultimi, l'elusione del deadlock e la verifica del software. Tuttavia, fu particolarmente impegnato sui linguaggi computerizzati ALGOL 60, BLISS, Pascal e Ada. Contribuì anche a nuovi sistemi operativi come quello di Edsger Dijkstra THE , FAMOS , DAX e UNIX
Habermann lavorò all'Università di Newcastle come professore invitato nel 1973 e all'Università tecnica di Berlino nel 1976 e come professore a contratto all'Università Jiao Tong di Shanghai dal 1986 al 1993.